# 7979 Pozharskij
7979 Pozharskij è un asteroide della fascia principale del diametro medio di circa 15,03 km. Scoperto nel 1978, presenta un'orbita caratterizzata da un semiasse maggiore pari a 2,8468322 UA e da un'eccentricità di 0,0730975, inclinata di 6,76040° rispetto all'eclittica.